# Puerto Quijarro
Puerto Quijarro è un comune (municipio in spagnolo) della Bolivia nella provincia di Germán Busch (dipartimento di Santa Cruz) con 18.574 abitanti (dato 2010).

## Cantoni
Il comune formato da un unico cantone omonimo suddiviso in 4 subcantoni.